# Claudia Loerding
Claudia Loerding (* 14. Mai 1950 in Plauen im Vogtland) ist eine deutsche Schauspielerin.

## Leben
Claudia Loerding absolvierte von 1968 bis 1972 ein Studium an der Theaterhochschule „Hans Otto“ Leipzig. Theater spielte sie in Halle (Saale) (1972–1995), Dresden (1995–1997) und Leipzig (1997–1998). Von 1991 bis 1995 war sie Gastdozentin für Schauspiel an der Theaterhochschule Leipzig. Sie hat einen Verein gegründet, der sich um die Interessen von Inhaftierten bemüht. Die Mutter von zwei Kindern lebt in Potsdam. Claudia Loerding wurde durch die Fernsehserie Hinter Gittern – Der Frauenknast bekannt, in der sie die Rolle der Jutta Adler verkörperte.
Claudia Loerding ist die Tochter des Schauspielerehepaares Ursula Fröhlich und Anton Loerding.

## Filmografie
- 1977: Scherz, Satire, Ironie und tiefere Bedeutung (Theateraufzeichnung)
- 1978: Geschichten aus dem Wiener Wald (Theateraufzeichnung)
- 1994: Tatort – Laura mein Engel (Fernsehreihe)
- 1997–2002: Hinter Gittern – Der Frauenknast
- 1999: Puma – Kämpfer mit Herz
- 2002: Für alle Fälle Stefanie
- 2002: Alphateam – Die Lebensretter im OP
- 2004: Hinter Gittern – Der Frauenknast
- 2005: Die Luftbrücke – Nur der Himmel war frei
- 2005–2006: Hinter Gittern – Der Frauenknast
- 2005: Sieben Himmel
- 2006: Im Namen des Gesetzes
- 2007: R. I. S. – Die Sprache der Toten
- 2014: Wir sind jung. Wir sind stark.

## Theater
- 1974: Jakob Michael Reinhold Lenz: Der Hofmeister (Lise) – Regie: Peter Kupke (Landestheater Halle)